# 連珮貝
連珮貝（1987年7月11日—）是臺灣的新聞主播。中國文化大學新聞學系畢業，曾任華視主頻、華視新聞資訊台《華視午間新聞》主播、氣象主播。
2014年5月與工程師蔡庚宏結婚，並於2016年7月28日生下一女。
2023年5月~10月育嬰假留職停薪，之後宣布離職。

## 學歷
- 中國文化大學新聞學系[1]（2009年）
- 新北市立永平高級中學（2005年）
- 新北市立永平高級中學國中部（2002年）
- 新北市永和區永平國民小學（1999年）

## 經歷
- 中國文化大學親善大使
- 廈門衛視外景主持
- 2008年：中國文化大學華岡電台台長[2]
- 2008年8月至2008年9月：台視新聞實習記者
- 2009年9月至2023年：華視新聞記者
- 2010年11月13日至2014年12月：華視新聞資訊台整點新聞主播
- 2011年7月7日：《莒光園地》主持人[3]
- 2012年2月19日至2014年12月：華視晚間氣象主播[4]
- 2012年《倫敦奧運看華視》奧運主播：轉播沙灘排球、韻律體操、倫敦奧運閉幕式
- 2014年12月29日-2021年11月30日：《華視晨間新聞》、《華視午間新聞》（平日代班）、《華視晚間新聞》（假日）主播
- 2021年12月1日起，擔任《華視午間新聞》主播。
- 2023年3月1日~5月12日，擔任《1200華視午間新聞》、《1400整點新聞》主播。

## 採訪經歷
- 2010年：國道三號走山意外
- 2010年：凡那比颱風高雄大水
- 2010年：梅姬颱風蘇花坍方挺進第一夜
- 2011年：桃園跨年晚會連線
- 2012年：英國倫敦奧運轉播
- 2014年：韓國仁川亞運轉播
- 2017年：台北世大運轉播
- 2018年：印尼雅加達亞運

## 外部連結
- 華視主播－連珮貝的Facebook專頁
- 連珮貝的個人部落格：主播台下的小確幸*貝貝 （页面存档备份，存于）
- 連珮貝的Instagram帳戶